# Saint-Marcel, Ardennes
För andra betydelser, se Saint-Marcel.
Saint-Marcel är en kommun i departementet Ardennes i regionen Grand Est (tidigare regionen Champagne-Ardenne) i nordöstra Frankrike. Kommunen ligger  i kantonen Renwez som ligger i arrondissementet Charleville-Mézières. År 2022 hade Saint-Marcel 320 invånare.

## Befolkningsutveckling
Antalet invånare i kommunen Saint-Marcel
Referens: INSEE